# Chinese buidelmees
De Chinese buidelmees (Remiz consobrinus) is een zangvogel uit de familie van de buidelmezen (Remizidae).

## Verspreiding en leefgebied
Deze soort broedt in noordelijk China en overwintert in zuidelijk China.